# Phyllonorycter alnivorella
Phyllonorycter alnivorella là một loài bướm đêm thuộc họ Gracillariidae. Nó được tìm thấy ở Pháp và Bồ Đào Nha.
Ấu trùng ăn Alnus glutinosa. Chúng cuộn lá làm tổ. They create a lower-surface tentiform mine, that is flat, roundish và mostly far from the midrib, but near the leaf margin. The cocoon is yellow.